# Drink to Me Only with Thine Eyes
Drink to Me Only with Thine Eyes est un poème lyrique très célèbre du dramaturge anglais Ben Jonson (1572-1637), édité en 1616 dans le recueil titré The Forest et dédié à une certaine Celia. Il a été mis en musique après 1770. C'est le premier vers qui sert de titre à la chanson. Il a peut-être été prévu dès le départ pour être mis en musique. Une première version chantée est un glee écrit vers 1790 pour deux voix d'enfants (sopranos garçons) et une basse par John Wall Callcott (1766-1821). Une autre version, écrite par un certain colonel Mellish a été éditée par Granville Bantock (1868-1946), à la fin du XIXe siècle.

## Historique
Ce poème fait partie des poèmes les plus connus et les plus souvent cités de la littérature anglaise. Comme il existe un autre poème dédié à Celia, celui-ci est parfois intitulé dans les anthologies : Song: to Celia.
Ce poème n'est pas considéré comme une œuvre entièrement originale, mais comme une paraphrase des lettres XXIV, XXV, XXXe et XXXIe de l'écrivain latin de langue grecque, Lucius Flavius Philostratus, dit Philostrate d'Athènes, ou de son homonyme Lucius Flavius Philostratus de Lemnos ou comme une imitation d'élégie de Catulle.
Très apprécié aux États-Unis, il a longtemps été une sorte de passage obligé pour les étudiants en art lyrique. Johnny Cash se souvient de l'avoir chanté lors d'un examen lorsqu'il était jeune et l'a enregistré dans son studio personnel House of Cash. Il se trouve dans la compilation éditée à titre posthume en 2006 Personal files.

## Thème et construction
Le poème célèbre un amour éthéré, épuré, une communion des âmes qui passe par le regard amoureux et le parfum transmis par un bouquet de fleurs. Il est composé de deux strophes de huit vers, alternant les tétramètres iambiques et les trimètres iambiques. Les rimes s'enchaînent selon le schéma suivant : A B C B A B C B / C D E D C D E D. Les trimètres ont des rimes identiques (B et D), donnant plus d'importance aux mots qui les comportent : mine, wine, divine, thine (mien, vin, divin, tien) dans la première strophe, thee, be, me, thee (toi, être, moi, toi) dans la seconde, où on pourrait plutôt parler d'assonances puisque seules riment les voyelles.
La première strophe, composée de trois phrases, compare l'amour à un élixir subtil, le seul capable d'étancher « la soif qui monte de l'âme ». La seconde strophe évoque, en une seule phrase, la couronne de fleurs offerte par le poète à son aimée dont il espère qu'elle la lui renverra.

## Le poème
| To Celia Drink to me only with thine eyes And I will pledge with mine. Or leave a kiss but in the cup And I'll not look for wine. The thirst that from the soul doth rise Doth ask a drink divine; But might I of Jove's nectar sup, I would not change for thine. I sent thee late a rosy wreath, Not so much hon'ring thee As giving it a hope that there It could not withered be; But thou thereon did'st only breathe, And sent'st it back to me, Since when it grows and smells, I swear, Not of itself, but thee! | À Célia Bois à ma santé, des yeux seulement Et je m'engagerai par les miens. Ou laisse juste un baiser sur la coupe Et je n'aurai pas besoin de vin. La soif qui monte de l'âme Réclame une boisson divine ; Mais, obtiendrais-je une gorgée du nectar jovien, Je ne l'échangerais pas contre le tien. Je t'envoie ce soir une guirlande de roses Non tant pour t'honorer Que pour lui donner, près de toi, la chance De ne pas se faner ; Il te suffira seulement de la respirer Et de me la retourner, Apres, elle croitrait et sentirait, je le jure Pas d'elle-même mais de toi ! |